# Philipp Steinke
Philipp Steinke ist ein deutscher Komponist, Liedtexter, Musiker und Musikproduzent.

## Musikalische Karriere

### Solokarriere

#### Musikalische Anfänge und Durchbruch (2004–2013)
Steinke begann seine Karriere als Studiomusiker für zahlreiche Künstler. Erstmals trat er 2004 in Erscheinung, als er auf dem Album Rock ’n Roll with a Little Bit of Style von der deutschen Pop-Rock-Band Shine an der Orgel zu hören ist. Es folgten weitere Einspielungen verschiedenster Instrumente für Acts wie Jasmin Wagner (Die Versuchung), Michelle (Glas) und Revolverheld (Chaostheorie). Seit 2010 ist Steinke nicht nur als Studiomusiker, sondern auch Produzent tätig. Das erste Projekt das Steinke als Produzent begleitete war das Popduo Boy aus Deutschland und der Schweiz. Zunächst produzierte er deren erste EP Hungry Beast. Im Folgejahr produzierte er ihr Debütalbum Mutual Friends. Das Album erreichte die Charts aller D-A-CH-Staaten und wurde zum Top-10-Erfolg in Deutschland und der Schweiz. In den nächsten Jahren probierte sich Steinke auch als Komponist und Liedtexter. 2013 produzierte bzw. schrieb er an Alben für Revolverheld (Immer in Bewegung), Bosse (Kraniche), Saint Lu (2) und Desiree Klaeukens (Warm in meinem Herz) mit.

#### Etablierung und weitere Erfolge (seit 2014)
2014 begann Steinke eine Zusammenarbeit mit Mark Forster und schrieb unter anderem mit ihm und weiteren Co-Autoren das Lied Au revoir. Dieses wurde zum größten Erfolg für Steinke bis heute. Die Single erreichte Top-10-Platzierungen in Deutschland, Österreich und der Schweiz, sowie Gold- und Platinauszeichnungen in allen drei Ländern. Bis 2023 konnte sich Au revoir laut Schallplattenauszeichnungen über eine Million Mal verkaufen. Im September des gleichen Jahres produzierte Steinke mit Lass uns gehen von Revolverheld das Gewinnerlied des Bundesvision Song Contest. Die Single platzierte sich in Deutschland und Österreich in den Charts. In Deutschland wurde die Top-10-Single mit einer Goldenen Schallplatte ausgezeichnet. Neben dem Gewinnerlied war auch die Produktion zu Auf anderen Wegen für Andreas Bourani am Wettbewerb beteiligt. Nachdem das Lied nur den sechsten Platz beim BSC erreichte, steigerte sich die Single Woche für Woche in den Charts und wurde zum Top-10- und Charterfolg in Deutschland, Österreich und der Schweiz. Auf anderen Wegen erreichte in Deutschland und Österreich die Top 10 und wurde für 315.000 verkaufte Exemplare mit Gold und Platin ausgezeichnet. Im Dezember 2014 erschien mit Flash mich die zweite Singleauskopplung aus Mark Forsters Album Bauch und Kopf. Wie bei Au revoir war Steinke wieder als Autor tätig. Die Single erreichte die deutschen und österreichischen Charts, in Österreich sogar die Top 10. In Deutschland wurde Flash mich für 300.000 verkaufte Einheiten mit Platin ausgezeichnet. In den nächsten Jahren folgten weitere Charterfolge mit Revolverheld, Andreas Bourani, Mark Forster, BOY und Bosse.

### Mit Bands
Steinke ist neben Finn Martin, Marco Möller und Anthony Thet Mitglied der Pop-Rock-Band Asher Lane. Alle vier Mitglieder schreiben und produzieren die Tonträger der Band selbst. Im Jahr 2006 erschien mit Beautiful Falling das Debütalbum der Band. Aus dem Album wurden die Singles New Days und Beeautiful Falling ausgekoppelt. 2010 erschien mit New Days das bislang letzte Album von Asher Lane. Das Album erschien lediglich in Portugal und beinhaltet neben neuen Liedern auch Stücke aus dem Debütalbum.

## Diskografie
Mit Asher Lane
- 2006: Beautiful Falling (Album)
- 2006: New Days (Single)
- 2006: Beautiful Falling (Single)
- 2010: New Days (Album)

Filmkompositionen
- 2005: Heimatgeschichten (Folge: Der Deich-Dinar)
- 2009: Stubbe – Von Fall zu Fall (Folge 35: Im toten Winkel)
- 2009: Heimatgeschichten (Folge: Handwerk hat goldenen Boden)
- 2009: Heimatgeschichten (Folge: Liebe unter Wechselstrom)
- 2010: Im Schatten des Pferdemondes
- 2023: 791 km
- 2025: Drunter und Drüber – Chaos auf dem Friedhof (Fernsehserie)

Autorenbeteiligungen und Produktionen
Steinke als Autor und Produzent in den Charts

| Jahr | Titel Interpretation                          | Höchstplatzierung, Gesamtwochen, AuszeichnungChartplatzierungen (Jahr, Titel, Interpretation, Platzierungen, Wochen, Auszeichnungen, Anmerkungen) | Höchstplatzierung, Gesamtwochen, AuszeichnungChartplatzierungen (Jahr, Titel, Interpretation, Platzierungen, Wochen, Auszeichnungen, Anmerkungen) | Höchstplatzierung, Gesamtwochen, AuszeichnungChartplatzierungen (Jahr, Titel, Interpretation, Platzierungen, Wochen, Auszeichnungen, Anmerkungen) | Anmerkungen                                                  |
| Jahr | Titel Interpretation                          | DE | AT | CH | Anmerkungen                                                  |
| --- | --------------------------------------------- | --- | --- | --- | ------------------------------------------------------------ |
| 2011 | Little Numbers P BOY                          | DE69 (11 Wo.)DE | — | CH56 (1 Wo.)CH | Erstveröffentlichung: 29. Augusts 2011                       |
| 2013 | Schönste Zeit P Bosse                         | DE27 Gold · (28 Wo.)DE | — | — | Erstveröffentlichung: 15. Februar 2013 Verkäufe: + 150.000   |
| 2013 | So oder so P Bosse                            | DE25 (7 Wo.)DE | — | — | Erstveröffentlichung: 2. August 2013                         |
| 2013 | Das kann uns keiner nehmen P Revolverheld     | DE10 Gold · (19 Wo.)DE | AT51 (4 Wo.)AT | — | Erstveröffentlichung: 30. August 2013 Verkäufe: + 150.000    |
| 2013 | DNA A, P Anna F.                              | DE15 (8 Wo.)DE | — | — | Erstveröffentlichung: 11. Oktober 2013 Verkäufe: + 25.000    |
| 2014 | Ich lass für dich das Licht an P Revolverheld | DE7 Platin · (53 Wo.)DE | AT3 Gold · (37 Wo.)AT | CH48 (1 Wo.)CH | Erstveröffentlichung: 31. Januar 2014 Verkäufe: + 315.000    |
| 2014 | Too Far A, P Anna F.                          | DE16 (7 Wo.)DE | — | — | Erstveröffentlichung: 18. Februar 2014                       |
| 2014 | Au revoir A Mark Forster feat. Sido           | DE2 Diamant · (65 Wo.)DE | AT2 Gold · (50 Wo.)AT | CH6 Platin · (41 Wo.)CH | Erstveröffentlichung: 9. Mai 2014 Verkäufe: + 1.045.000      |
| 2014 | Lass uns gehen P Revolverheld                 | DE4 Gold · (35 Wo.)DE | AT39 (7 Wo.)AT | — | Erstveröffentlichung: 15. Juli 2014 Verkäufe: + 150.000      |
| 2014 | Insel P Juli                                  | DE74 (3 Wo.)DE | — | — | Erstveröffentlichung: 12. September 2014                     |
| 2014 | Auf anderen Wegen P Andreas Bourani           | DE4 Platin · (53 Wo.)DE | AT5 Gold · (36 Wo.)AT | CH29 (27 Wo.)CH | Erstveröffentlichung: 23. Oktober 2014 Verkäufe: + 315.000   |
| 2014 | Flash mich A Mark Forster                     | DE11 Platin · (47 Wo.)DE | AT10 (33 Wo.)AT | — | Erstveröffentlichung: 12. Dezember 2014 Verkäufe: + 300.000  |
| 2015 | Deine Nähe tut mir weh P Revolverheld         | DE88 (1 Wo.)DE | — | — | Erstveröffentlichung: 20. März 2015                          |
| 2015 | We Were Here P BOY                            | DE57 (2 Wo.)DE | — | CH74 (1 Wo.)CH | Erstveröffentlichung: 24. August 2015                        |
| 2015 | Stimme A Eff                                  | DE1 Platin · (31 Wo.)DE | AT10 (24 Wo.)AT | CH26 (16 Wo.)CH | Erstveröffentlichung: 27. November 2015 Verkäufe: + 400.000  |
| 2015 | Hey A, P Andreas Bourani                      | DE30 (25 Wo.)DE | AT46 (2 Wo.)AT | CH36 (2 Wo.)CH | Erstveröffentlichung: 4. Dezember 2015                       |
| 2016 | Steine P Bosse                                | DE88 (1 Wo.)DE | — | — | Erstveröffentlichung: 22. Januar 2016                        |
| 2018 | Immer noch fühlen A, P Revolverheld           | DE95 (1 Wo.)DE | — | — | Erstveröffentlichung: 2. März 2018                           |
| 2018 | Einmal A Mark Forster                         | DE24 (18 Wo.)DE | AT39 (9 Wo.)AT | CH56 (8 Wo.)CH | Erstveröffentlichung: 5. Oktober 2018                        |
| 2019 | 194 Länder A Mark Forster                     | DE13 ×3Dreifachgold · (34 Wo.)DE | AT14 (28 Wo.)AT | CH48 Platin · (16 Wo.)CH | Erstveröffentlichung: 13. September 2019 Verkäufe: + 620.000 |
| Folgende Lieder erschienen nicht als Single, wurden aber durch das Album zum Download und Streaming bereitgestellt und konnten somit eine Platzierung erlangen: |                                               | | | |                                                              |
| |                                               | | | |                                                              |
| 2015 | Hey A Yvonne Catterfeld                       | DE17 (7 Wo.)DE | AT27 (5 Wo.)AT | CH29 (3 Wo.)CH | Charteinstieg: 12. Juni 2015 Original: Andreas Bourani       |
| 2017 | Flüsterton A Mark Forster                     | — | — | CH93 (1 Wo.)CH | Charteinstieg: 28. Mai 2017                                  |

## Auszeichnungen für Musikverkäufe
Goldene Schallplatte
- Italien
  - 2014: für die Autorenbeteiligung DNA

Anmerkung: Auszeichnungen in Ländern aus den Charttabellen bzw. Chartboxen sind in ebendiesen zu finden.
| Land/RegionAuszeichnungen für Musikverkäufe (Land/Region, Auszeichnungen, Verkäufe, Quellen) | Gold     | Platin     | Diamant  | Verkäufe  | Quellen           |
| -------------------------------------------------------------------------------------------- | -------- | ---------- | -------- | --------- | ----------------- |
| Deutschland (BVMI)                                                                           | 4× Gold4 | 5× Platin5 | Diamant1 | 3.350.000 | musikindustrie.de |
| Italien (FIMI)                                                                               | Gold1    | —          | —        | 25.000    | fimi.it           |
| Österreich (IFPI)                                                                            | 3× Gold3 | —          | —        | 45.000    | ifpi.at           |
| Schweiz (IFPI)                                                                               | —        | 2× Platin2 | —        | 50.000    | hitparade.ch      |
| Insgesamt                                                                                    | 8× Gold8 | 7× Platin7 | Diamant1 |           |                   |